# Družina Gefion
Družina Gefion je družina asteroidov , ki se nahaja v asteroidnem pasu. V družini so asteroidom tipa S. Včasih je bila družina znana kot družina Ceres in kot družina Minerva.
Družina se sedaj imenuje po asteroidu 1272 Gefion, ki ga je odkril 10. oktobra 1931 nemški astronom Karl Wilhelm Reinmuth.

## Lastnosti
Asteroidi v tej družini imajo naslednje lastne elemente tirnice 
- velika polos (ap) je med 2,74 in 2,82 a.e.
- izsrednost (ep) je med 0,120 in 0,148
- naklon tirnice (ip) je med 8,6 in 9,6°

Elementi oskulacijske tirnice pa so (v času sedanje epohe):
- velika polos (a) je med 2,74 in 2,82 a.e.
- izsrednost (e) je med 0,081 in 0,18
- naklon tirnice (i) je med 7,4 in 10,5°

Družina je zelo velika. Zadnje raziskave so pokazale, da je v mejah iz prve tabele zgoraj 766 asteroidov. Asteroid 2631 Zejiang ima premer okoli 34 km. To je tudi največji asteroid iz osrednjega dela družine, katerega premer so ocenili. Asteroid 2911 Miahelena je svetlejši in bi naj imel po grobih ocenah premer okoli 47 km. 

## Vsiljivci
Včasih so to družino imenovali tudi družina Ceres ali družina Minerva. Ti imeni je družina dobila po dveh velikih asteroidih 1 Ceres in 93 Minerva. Spektroskopske analize pa so pokazale, da sta obe asteroida vsiljivca, ker pripadata drugi spektralni skupini. Drugi vsiljivci so še 255 Opavija, 374 Burgundija, 25076 Bobone in 2559 Svoboda. 

## Najvažnejši asteroidi družine
| Številka in ime | Številka in ime | Srednji premer | Velika polos | Naklon tira | Izsrednost | Leto odkritja |
| --------------- | --------------- | -------------- | ------------ | ----------- | ---------- | ------------- |
| 1272            | Gefion          | /              | 2,784 a.e.   | 8,427°      | 0,152      | 1931          |
| 1433            | Geramtina       | /              | 2,796 a.e.   | 8,234°      | 0.170      | 1937          |
| 1751            | Herget          | /              | 2,790 a.e.   | 8,126°      | 0,173      | 1955          |
| 1839            | Ragazza         | /              | 2,802 a.e.   | 10,180°     | 0,166      | 1962          |
| 2053            | Nuki            | /              | 2,804 a.e.   | 8,496°      | 0,141      | 1961          |
| 2157            | Ashbrook        | /              | 2,783 a.e.   | 8,627°      | 0,111      | 1924          |
| 2373            | Immo            | /              | 2,793 a.e.   | 10,089°     | 0,173      | 1929          |
| 2386            | Nikonov         | /              | 2,814 a.e.   | 9,075°      | 0,155      | 1941          |
| 2493            | Elmer           | /              | 2,788 a.e.   | 8,727°      | 0,172      | 1954          |
| 2521            | Heidi           | /              | 2,793 a.e.   | 7,733°      | 0,088      | 1960          |
| 2595            | Gudiachvili     | /              | 2,788 a.e.   | 9,855°      | 0,143      | 1952          |
| 2631            | Zejiang         | 34 km          | 2,801 a.e.   | 9,581°      | 0,158      | 1955          |
| 2801            | Huygens         | /              | 2,800 a.e.   | 9,563°      | 0,174      | 1935          |
| 2875            | Lagerkvist      | /              | 2,797 a.e.   | 9,032°      | 0,099      | 1955          |
| 2905            | Plaskett        | /              | 2,803 a.e.   | 8,897°      | 0,098      | 1973          |
| 2911            | Miahelena       | /              | 2,795 a.e.   | 9,618°      | 0,092      | 1938          |
| 2977            | Chivilikhin     | /              | 2,785 a.e.   | 9,587°      | 0,168      | 1974          |